# IIIEE
 (avril 2018).

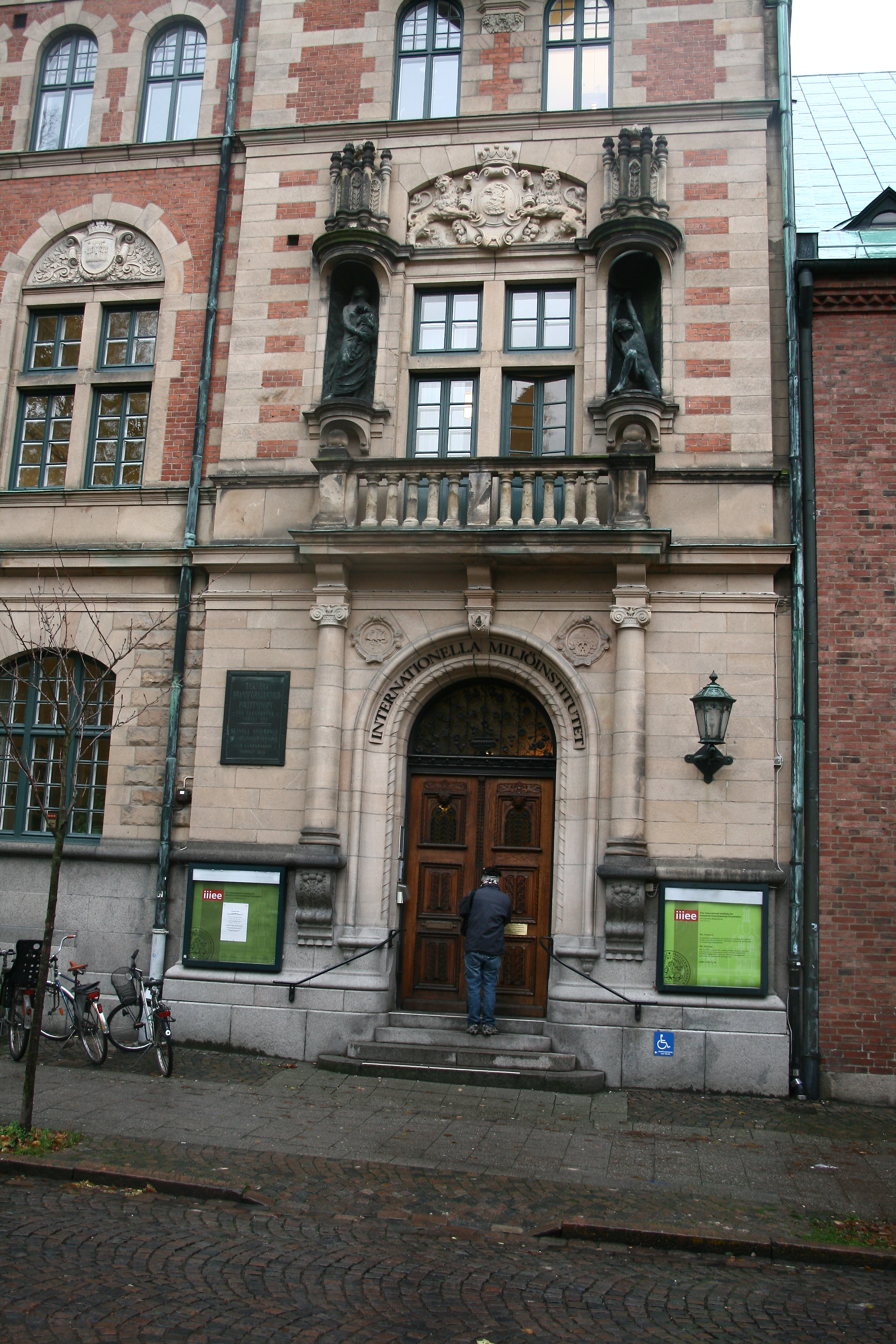
Entrée IIIEE à Lund, en Suède.

L’Institut international pour l'économie environnementale industrielle (suédois : Internationella miljöinstitutet, souvent appelé IIIEE), a été créé en 1995. L'Institut fait partie de l'Université de Lund, mais est dirigé par un Conseil d'administration nommé par le Gouvernement suédois et l'Université de Lund. IIIEE est situé dans le centre de Lund, en Suède.